# Klaus Høeck
Klaus Høeck (* 27. November 1938 in Kopenhagen) ist ein dänischer Dichter, der sowohl mit dem Søren-Gyldendal-Preis als auch dem Kritikerprisen ausgezeichnet wurde.

## Leben
Nach dem Abitur an der Sorø Akademi begann Høeck 1957 ein Studium der Medizin, Rechtswissenschaften und Philosophie und beendete das Studium 1970 mit einem Magister im Fach Philosophie.
Bereits während des Studiums gab er 1966 sein literarisches Debüt mit dem Gedichtband Yggdrasil. Zwischen 1971 und 1973 erschien der Gedichtzyklus Rejse I-V, wobei er allerdings in den 1970er und Anfang der 1980er Jahre seinen Lebensunterhalt als Briefträger verdiente. 1973 erhielt er ein dreijähriges Stipendium aus dem Staatlichen Kunstfonds sowie 1980 ein weiteres Stipendium des Verlages Gyldendal. 1985 veröffentlichte er mit Hjem einen weiteren Gedichtband und erhielt ein lebenslanges Stipendium aus dem Staatlichen Kunstfonds.
Für seine Gedichtsammlung Heptameron (1989) wurde ihm der Søren-Gyldendal-Preis verliehen. Zugleich wurde er Mitglied von Det Danske Akademi. Nach der Veröffentlichung des Gedichtbandes Eventyr (1992) war er zeitweilig auch als Übersetzer für die englische Sprache in der elektronischen Handschriftensammlung der Dänischen Königlichen Bibliothek tätig.
Die Gedichte Høecks haben einen weiten systematischen Umfang und reichen von Interpretation klassischer Sonette wie Topia eller Che Guevara (1978) und Sorte sonetter : et digt (1981) bis hin zum annähernd reinen Legen von Buchstaben in Rejse (1971 bis 1973) und Hjem (1985).
2008 erschien mit Palimpsest over et århundrede eine weitere bedeutende Gedichtsammlung, in der Gedichte über die Musik des 20. Jahrhunderts, Bildkunst und Dichtung enthalten sind. Für diesen Gedichtband wurde er nicht nur 2008 mit dem Kritikerprisen (deutsch Dänischer Kritikerpreis) ausgezeichnet, sondern erhielt auch einen Geldpreis in Höhe von 75.000 Kronen vom Literaturausschuss des Staatlichen Kunstfonds.
Høeck ist seit 1985 mit Anne-Marie Mai verheiratet, einer Schriftstellerin und Professorin für Literaturwissenschaft an der Süddänischen Universität.

## Weitere Werke
- Transformations : digte, 1974
- Pentagram, 1976
- Projekt Perseus : data og science fiction digte, 1977
- Ulrike Marie Meinhof . et digt : firdobbelt sonetkreds : 1. bind af en trilogi, 1977
- Skygger : et efterårsdigt, 1978
- Dylan forever, 1979
- Winterreise : digte : dobbelte sonetkredse . 2. bind af en trilogi : Fluch dem Kapitalismus, 1979
- Bowie, Bowie, 1980
- Eno one, 1980
- Nul, 1980
- Eno high, 1983
- Metamorphoses : digte, 1983
- Blackberry Winter, 1987
- Blåvand revisited : et topografisk digt i 4 moduler, 1984
- Marienbad, 1984
- Lukas O'Kech : en digtroman, 1988
- Udvalgte digte, 1988
- Heptameron, 1989
- Salme, 1991
- 1001 digt, 1995
- Hommage, 1995
- Honeymoon, 1997
- In nomine, 2001
- Canzone : digte fra Nørrebro, 2003
- Hsieh : prototypes, 2004
- Heartland, 2006